# Kurt Oskar Buchner
Kurt Oskar Buchner (* 21. Mai 1912; † 1994; eigentlich Kurt Oskar Schmidt) war ein deutscher Lyriker, Jugend- und Kinderbuchautor.
Nach dem Zweiten Weltkrieg fand Kurt Oskar Schmidt mit seiner Familie eine Bleibe auf dem Gutshof Marie Luisenhof, der bei Gifhorn zwischen Gamsen und Wilsche liegt. Er lebte bis zu seinem Tod in Gifhorn-Winkel und unterrichtete bis 1977 Deutsch am Otto-Hahn-Gymnasium in Gifhorn. In den 1950er Jahren hatte er Kontakt zu den ebenfalls nahe Gifhorn ansässigen Schriftstellern Will Vesper und Bernward Vesper. Letzterer war Schüler am Otto-Hahn-Gymnasium. Buchner taucht in Bernward Vespers Werk Die Reise auf.
Im Schillerjahr 1955 veröffentlichte Buchner neben der Broschüre für die Jugend Friedrich von Schiller, die Werk und Leben Schillers anschaulich beschreibt, die streng geformte Schillernovelle Burg der Freiheit, die in Carl Heinz Kurz’ Buch Literarische Biographien erschien.

## Werke (Auswahl)
- Die Inselräuber

Die Wohnwagen-Trilogie:
- 1. Band: Der abenteuerliche Wohnwagen
- 2. Band: Mit 2 PS ins Abenteuer
- 3. Band: Auf großer Fahrt mit dem Wohnwagen

- Doktors Fünfe werden sechs
- Ein Haus steht Kopf
- Die Hundeverschwörung
- Die Klassenfahrt mit Hindernissen
- Wir meutern für Vater
- Der lustige Zirkuswagen
- Watscheli
- Das kleine Waldhaus
- Uli findet vier Freunde
- Geschenk der Eisscholle
- Nur ein kleines Herz
- Jakob von Jakobis
- Gespenst einer Tat
- Zehn Tage mit Vater
- Späher und Spuren
- Streng geheim: Start 17 Uhr